# Акалупин, Владимир Алексеевич
Акалупин Владимир Алексеевич (25 января 1946 — 3 июня 1982, гор. Красногорск, Московская область) — советский игрок в хоккей с мячом, позиция — защитник.

## Биография
Тренер — Н. Ф. Попов (играющий главный тренер в сезоне 1965/1966).
Выступал за «Зоркий» (Красногорск) в официальном составе команды в Чемпионате СССР по хоккею с мячом 1966/1967 и 1967/1968. С сезона 1967/1968 «Зоркий» участвует в Высшей лиге чемпионатов СССР и России.
Был судим.
Погиб (покончил жизнь самоубийством) 3 июня 1982 года.
Похоронен на Павшинском кладбище гор. Красногорск.